# Andreaea purpurascens
Andreaea purpurascens là một loài rêu trong họ Andreaeaceae. Loài này được Dusén G. Roth mô tả khoa học đầu tiên năm 1911.